# 吉田舞 (バスケットボール)
吉田 舞（よしだ まい、1985年4月27日 - ）は熊本県出身の元女子バスケットボール選手である。アイシン・エイ・ダブリュ ウィングスに所属していた。ポジションはガード。

## 人物
富合小学校でバスケを始め、富合中学校、熊本国府高校を経て鹿屋体育大学に進学。ユニバーシアードにも出場した。
2008年、アイシン・エイ・ダブリュに入社。
2014年引退。

## 経歴
- 熊本国府高 - 鹿屋体育大学 - アイシン・エイ・ダブリュ（2008年〜2014年）

## 日本代表歴
- 2007ユニバーシアード